# Гермашев, Иван Васильевич
Ива́н Васи́льевич Герма́шев (24 ноября 1914, Вознесеновка, Манычский улус (ныне Целинный район, Калмыкия), Астраханская губерния, Российская империя — 15 августа 1979, Астрахань, РСФСР) — Герой Советского Союза, участник Великой Отечественной войны.

## Биография
Иван Васильевич Гермашев родился в селе Вознесеновка Манычского улуса в Калмыцкой степи, Астраханской губернии в крестьянской семье.
В раннем возрасте у него умерла мать и в 1923 году — умер отец. После смерти отца Иван Гермашев батрачил до 1927 года на сельскохозяйственных работах в селе Улан-Эрге. С 1927 года Иван Гермашев воспитывался в детском доме.
После окончания начальной школы в 1932 году он поступил на подготовительные курсы медицинского института, но из-за болезни был вынужден оставить обучение. После выздоровления работал в колхозе. С 1936 года Иван Гермашев работал в Вознесеновской средней школе пионервожатым и позднее — учителем. В январе 1939 года его назначили заместителем директора республиканского детского дома.
После начала Великой Отечественной войны Иван Гермашев был направлен в Сталинградское военно-политическое училище, которое закончил в апреле 1942 года и был назначен политруком в одну из рот Московской зоны обороны.
Великую Отечественную войну закончил в Кёнигсберге. До выхода на пенсию Иван Васильевич Гермашев работал в органах внутренних дел в Астрахани.
15 августа 1979 года скончался в Астрахани.

## Подвиг
В июне 1944 года Иван Гермашев участвовал в сражении возле города Рогачёв, Белоруссия. 24 июня 1944 года Иван Гермашев первым пошёл в атаку, подняв за собой свой взвод. После прорыва обороны противника он первым ворвался в траншею, уничтожив три огневых точки противника. Благодаря атаке взвода Ивана Гермашева советские военные подразделения прорвали оборону. Во время атаки был тяжело ранен командир роты, и Иван Гермашев взял на себя командование ротой. При танковой атаке противника Иван Гермашев возглавил команду бронебойщиков, которая успешно отбила атаку вражеских танков.

## Награды
- Золотая Звезда (№ 3078) — награждён 23 августа 1944 года за проявленное мужество;
- орден Ленина;
- медали.

## Память
- Улица Подполковника Гермашева в Астрахани (наименована 28 марта 2014 года).
- Именем Ивана Васильевича Гермашева названа школа в посёлке Вознесеновка, Целинный район, Калмыкия.
- В Элисте находится мемориальный комплекс Аллея Героев, на котором располагается барельеф Ивана Васильевича Гермашева.